# Comuna Mîrne, Horohiv
Mîrne (în ucraineană Мирне) este o comună în raionul Horohiv, regiunea Volînia, Ucraina, formată din satele Deseatîna și Mîrne (reședința).

## Demografie
Componența lingvistică a satului Mîrne
     Ucraineană (98,58%)
     Alte limbi (0,95%)
Conform recensământului din 2001, majoritatea populației satului Mîrne era vorbitoare de ucraineană (98,58%), existând în minoritate și vorbitori de alte limbi.